# Huso gueldenstaedtii
El esturión ruso o esturión del Danubio (Huso gueldenstaedtii) es una especie del género de peces acipenseriformes Acipenser que vive en aguas marinas y dulceacuícolas de Europa y Asia.

## Taxonomía
Esta especie fue descrita originalmente en el año 1833 por los naturalistas alemanes Johann Friedrich von Brandt y Julius Theodor Christian Ratzeburg.

## Características

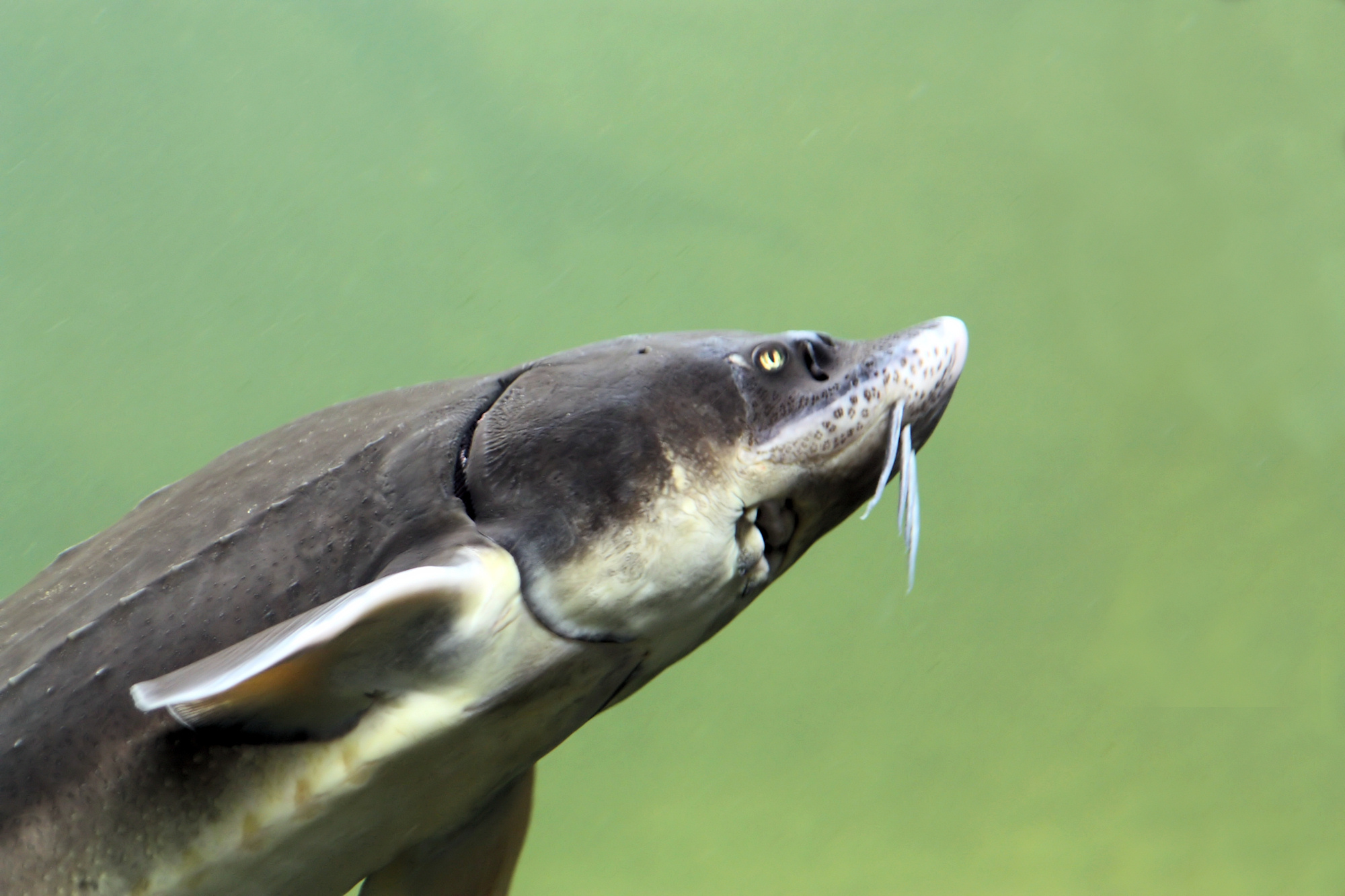
Acipenser gueldenstaedtii, detalle de la cabeza.

De entre los demás peces es fácil reconocerlo por la presencia en su cuerpo de placas dorsales y laterales y su cabeza prolongada en un hocico en punta. Su boca es protráctil y está situada en el sector ventral de la base de la cabeza. Se encuentra precedida por 4 barbas de función sensorial. Los adultos no poseen dientes. En la aleta caudal, el lóbulo se prolonga hacia atrás.
A. gueldenstaedtii se puede diferenciar de A. ruthenus y de A. baerii porque estos últimos presentan las barbas a mitad de distancia entre el hocico y la boca (o más cercanas a la boca) mientras que el primero las tiene más próximas al extremo del hocico que a la boca. Además posee un hocico más redondeado y ancho mientras que en las otras dos es más agudo.
Es un pez grande, con máximos registrados de 236 cm de largo, un peso de 115 kg, y una edad de 46 años.

## Distribución y hábitos
Este esturión se distribuye desde el centro de Europa hasta el centro de Asia. Habita en ríos y litorales marinos desde el mar Mediterráneo nororiental por el oeste hasta Irán por el este. Cuentan con poblaciones de la especie las aguas de Azerbaiyán, Bulgaria, Georgia, Kazajistán, Rumania, Rusia, Serbia, Turkmenistán, Turquía y Ucrania. Se encuentra extinta en Austria, Croacia y Hungría.

## Costumbres
Cuenta con dos tipos de poblaciones. La primera presenta hábitos migratorios anádromos, se reproduce sobre fondos de piedra en sectores de fuerte correntada sobre el canal principal de los tramos fluviales superiores, y las crías desde allí migran hacia el mar hasta alcanzar la madurez sexual, viviendo de manera solitaria en litorales y sectores estuariales poco profundos, de fondo arenoso o fangoso, por ejemplo en el mar Negro, el mar de Azov y el mar Caspio. Entre abril y junio también se lo encuentra en los ríos que desembocan en dichos mares, ya que los remonta en cardúmenes para desovar en los tramos superiores de esos cursos fluviales.
Otras poblaciones cumplen todo su ciclo vital en aguas dulces.

## Dieta
El esturión ruso se alimenta de moluscos, crustáceos y peces.   

## Conservación y aprovechamiento
Está incluido en la Lista Roja de la Unión Internacional para la Conservación de la Naturaleza (UICN) en la categoría: ‘‘especie en peligro crítico de extinción’’. Su comercio internacional está restringido, al categorizarlo CITES en el Apéndice II.
El esturión ruso es alcanza su madurez reproductiva a una edad relativamente avanzada. Durante largo tiempo esta especie está expuesta a la presión de la pesca comercial sin lograr generar la suficiente descendencia que permita reponer las subpoblaciones capturadas (stocks), lo que ocasiona una reducción constante de su población.
Si bien sus poblaciones originales están amenazadas, paralelamente posee valiosos efectivos en cautividad, al ser una especie multiplicada y mantenida mediante técnicas de acuicultura en establecimientos artificiales, con el objeto de colectar sus huevas para comercializarlas como caviar. En algunos países, ejemplares de esta especie han logrado escapar, convirtiéndose en peces exóticos invasivos. Por ejemplo, esto ha ocurrido en la cuenca del Plata, en el centro-este de Sudamérica, habiendo escapado de una explotación de piscicultura situada en el río Negro, un afluente del bajo río Uruguay de la república homónima. La especie allí tiene un enorme territorio para expandirse, tanto en los cursos fluviales nombrados como en el Río de la Plata y el Paraná medio e inferior.